# Manuel Puig
Juan Manuel Puig Delledonne (General Villegas, 1932. december 28. – Cuernavaca, 1990. július 22.) közismert nevén Manuel Puig, argentin író. Legismertebb regényei közé tartozik a La traición de Rita Hayworth (Rita Hayworth árulása, 1968), a Boquitas pintadas (Rúzsos kis ajkak, 1969) és az El beso de la mujer araña (A pókasszony csókja, 1976), amelyből 1985-ben az argentin-brazil rendező, Héctor Babenco által rendezett film is készült; 1993-ban pedig Broadway-musical is.

## Fiatalkora, iskolái és pályakezdése
A Buenos Aires tartománybeli General Villegasban született. Mivel General Villegasban nem volt középiskola, szülei 1946-ban Buenos Airesbe küldték. Puig a Colegio Wardba járt Villa Sarmientóban (Morón partido). Ekkor kezdett el szisztematikusan olvasni, kezdve egy Nobel-díjasok szöveggyűjteményével. Egy Horacio nevű osztálytársa, akinek a házában Puig lakást bérelt, amikor először költözött Buenos Aires Citybe, megismertette őt a pszichoanalízis iskolájának olvasmányaival. Az első regény, amelyet elolvasott André Gide Pásztorének-e (La Symphonie pastorale) volt; Hermann Hesse, Aldous Huxley, Jean-Paul Sartre és Thomas Mann műveit is olvasta.
Horacio ismertette meg vele az európai filmművészetet is. Miután megnézte a Quai des Orfèvres (1947) című filmet, elhatározta, hogy filmrendező szeretne lenni. Hogy felkészüljön választott pályájára, megtanult olaszul, franciául és németül, amelyeket "a mozi új nyelveinek" tekintettek. Azt tanácsolták neki, hogy folytasson mérnöki tanulmányokat, hogy a film hangosításra szakosodjon, de ezt nem tartotta jó választásnak. 1950-ben beiratkozott a Buenos Aires-i Egyetem építészeti karára, de csak hat hónapig járt órákra. Puig 1951-ben átjelentkezett a filozófiai karra. Szorgalmas diák volt, bár az olyan tantárgyakkal, mint a latin, nehezen boldogult. Amikor diplomát szerzett, már a filmiparban dolgozott, mint archivista és szerkesztő Buenos Airesben, majd később Olaszországban, miután elnyerte a Buenos Aires-i Olasz Intézet ösztöndíját. Hollywood világa és a sztárok, akik gyermekkorában rabul ejtették, most azonban csalódást okoztak neki; a kivételek Marilyn Monroe és Gloria Swanson voltak.
A Radiolandia című magazinban a Deshonra című film közelgő premierjéről szóló bejegyzés hatására Puig megpróbált találkozni a rendezővel, Daniel Tinayre-val, akinek La vendedora de fantasías című vígjátékát csodálta. Mivel a rendező nem engedte be a forgatásra, Tinayre engedélye nélkül beszélt a főszerepet játszó Fanny Navarro színésznővel. Nem érzett szimpátiát iránta, mivel Juan Domingo Perónt támogatta, aki megtiltotta az amerikai filmek argentin importját. Navarro elküldte őt a stáb másik színésznőjéhez, Herminia Francóhoz, aki bejuttatta.
1953-ban Puig teljesítette sorkatonai szolgálatát a repüléstan területén, és fordítóként dolgozott.

## Írói karrier
Az 1960-as években Manuel Puig visszaköltözött Buenos Airesbe, ahol megírta első, La traición de Rita Hayworth című nagyregényét. Mivel baloldali politikai hajlamokkal rendelkezett, és előre látta a jobboldali hullámot Argentínában, Puig 1973-ban Mexikóba költözött, ahol későbbi műveit (köztük az El beso de la mujer araña címűt) írta.
Puig műveinek nagy része Pop-artnak tekinthető, talán a filmben és a televízióban végzett munkájának köszönhetően sikerült olyan írói stílust kialakítania, amely magában foglalja e médiumok elemeit, például a montázst és a több nézőpont használatát. A populáris kultúrát (például a szappanoperákat) is sokat használta műveiben. A latin-amerikai irodalomtörténetekben a posztboom és a posztmodern iskolákhoz tartozó íróként mutatják be.

## Halála
Puig élete nagy részében száműzetésben élt. 1989-ben Mexikóvárosból a mexikói Cuernavacába költözött, ahol 1990-ben meghalt. Az előző hónapokban orvosi utasításra abbahagyta a dohányzást, és naponta sétált, de Mexikó tengerszint feletti magasságában nem érezte jól magát. Arra is ügyelt, hogy egy, a házához közeli klinikán kapja az ellátást, hogy ne legyen messze az édesanyjától, de gazdasági okokból és a kapcsolatok elérhetősége miatt magasabb színvonalú orvosi ellátáshoz jutott. A Manuel Puig and the Spider Woman: His Life and Fiction című hivatalos életrajzban közeli barátja, Suzanne Jill Levine azt írja, hogy Puignak néhány napig fájdalmai voltak, mielőtt kórházba került, ahol elmondták neki, mit kell tenni.
1990. július 21-én, szombaton jelentkezett be a Las Palmas Sebészeti Központba hashártyagyulladás veszélye miatt. Sürgősségi beavatkozást végeztek a gyulladt epehólyagján, amelyet eltávolítottak. Miközben Puig a műtét után lábadozott, légzési problémái támadtak; a tüdeje megtelt folyadékkal, és kezdett félrebeszélni. Az orvosi csapat nem tudott segíteni neki, az ágyhoz kellett rögzíteniük. 1990. július 22-én hajnali 4 óra 55 perckor akut szívinfarktusban (szívroham) halt meg.
Halála gyorsan kiszivárgott a médián keresztül. Bár a hátterében szívproblémák álltak, az első nyilvános feltételezés az volt, hogy AIDS-ben halt meg. Hamarosan kiderült, hogy Manuel Puig nem volt HIV-fertőzött. Ennek ellenére a nyilvánosság már többször is vitatta ezt a tényt.
A temetési szertartáson mindössze hatan vettek részt, köztük édesanyja, barátai, Javier Labrada és Agustín Garcia Gil, valamint kolléganője, Tununa Mercado, aki véletlenül éppen a veracruzi Xalapa városába tartott.
Amikor Jorge Abelardo Ramost, Mexikó argentin nagykövetét megkérték, hogy beszéljen a médiának Manuel Puig haláláról, azt válaszolta, hogy nem tudott arról, hogy egy ilyen nevű argentin meghalt volna. Ettől függetlenül elküldték a holttestét a Mexikói Szövetségi Kerületbe, hogy az Írók Társaságával együtt elvégezzék a temetési szertartást, a nagykövet pedig megérkezett és beszédet mondott.
Manuel Puig földi maradványait néhány nappal később Argentínába küldték, és a La Plata-i temetőben lévő Puig családi sírboltban helyezték el.
A 2004-es Vereda Tropical, Javier Torres rendező filmje azt az időszakot mutatja be, amikor Puig a brazíliai Rio de Janeiróban élt. Az író szerepét Fabio Aste színész alakítja.

## Munkái
Az olyan kritikusok, mint Pamela Bacarisse, Puig munkásságát két csoportra osztják: korai regényei, amelyek „hatalmas közönséget vonzottak azzal, hogy a tömegkultúra művészi "melléktermékeinek" elbeszéléseibe szőtték bele a tömegkultúra művészi "melléktermékeit"”; és későbbi könyvei, amelyek „elvesztették népszerűségüket”, mivel „egy lehangoló, sőt élvezhetetlen életképet mutatnak, amelyet már nem édesítenek még felületesen sem a palliatívumok, mivel a tömegmédia elemei elmaradnak”.

### Regények
- 1968: La traición de Rita Hayworth
- 1969: Boquitas pintadas; Seix Barral, 2004, ISBN 978-950-731-430-8
- 1973: The Buenos Aires Affair
- 1976: El beso de la mujer araña; José Amícola, Jorge Panesi, Editors, Fondo De Cultura Economica, 2002, ISBN 978-84-89666-45-0
- 1979: Pubis angelical Seix Barral, 1979, ISBN 978-84-322-1379-3
- 1980: Maldición eterna a quien lea estas páginas
- 1982: Sangre de amor correspondido
- 1988: Cae la noche tropical

### Színdarab és forgatókönyv
- 1983: Bajo un manto de estrellas; Beatriz Viterbo Editora, 1997, ISBN 978-950-845-060-9
- 1983: El beso de la mujer araña
- 1985: La cara del villano
- 1985: Recuerdo de Tijuana
- 1991: Vivaldi: A Screenplay (in Review of Contemporary Fiction No.3)
- 1997: El misterio del ramo de rosas
- 1997: La tajada; Gardel, uma lembranca

## Magyarul megjelent
- Rita Hayworth árulása (La traición de Rita Hayworth) – Európa, Budapest, 1968 (Modern könyvtár) · ISBN 9630703378 · fordította: Huszágh Nándor
- Rúzsos kis ajkak (Boquitas pintadas) – Európa, Budapest, 1974 · ISBN 9630702495 · fordította: Huszágh Nándor · Illusztrálta: Gyárfás Gábor

## Fordítás
- Ez a szócikk részben vagy egészben  a   Manuel Puig című angol Wikipédia-szócikk fordításán alapul.  Az eredeti cikk szerkesztőit annak laptörténete sorolja fel. Ez a jelzés csupán a megfogalmazás eredetét és a szerzői jogokat jelzi, nem szolgál a cikkben szereplő információk forrásmegjelöléseként.